# Les Écrennes
Les Écrennes est une commune française située dans le département de Seine-et-Marne, en région Île-de-France.

## Géographie

### Localisation
La commune est située à environ  16,9 kilomètres par la route, au sud- est de Melun.

### Communes limitrophes
Les communes limitrophes sont : Le Châtelet-en-Brie, La Chapelle-Gauthier, Fontenailles, Pamfou, Valence-en-Brie, Échouboulains par ordre décroissant de population en 2012 : respectivement : 4 401 h, 1484, 1064, 937, 896, 520.
| Le Châtelet-en-Brie | La Chapelle-Gauthier     | Fontenailles                |
| Le Châtelet-en-Brie | des Écrennes             | Fontenailles, Échouboulains |
| Le Châtelet-en-Brie | Pamfou - Valence-en-Brie | Échouboulains               |

### Géologie et relief
L'altitude de la commune varie de 96 mètres à 130 mètres pour le point le plus haut, le centre du bourg se situant à environ 114 mètres d'altitude (mairie). Elle est classée en zone de sismicité 1, correspondant à une sismicité très faible.

### Hydrographie

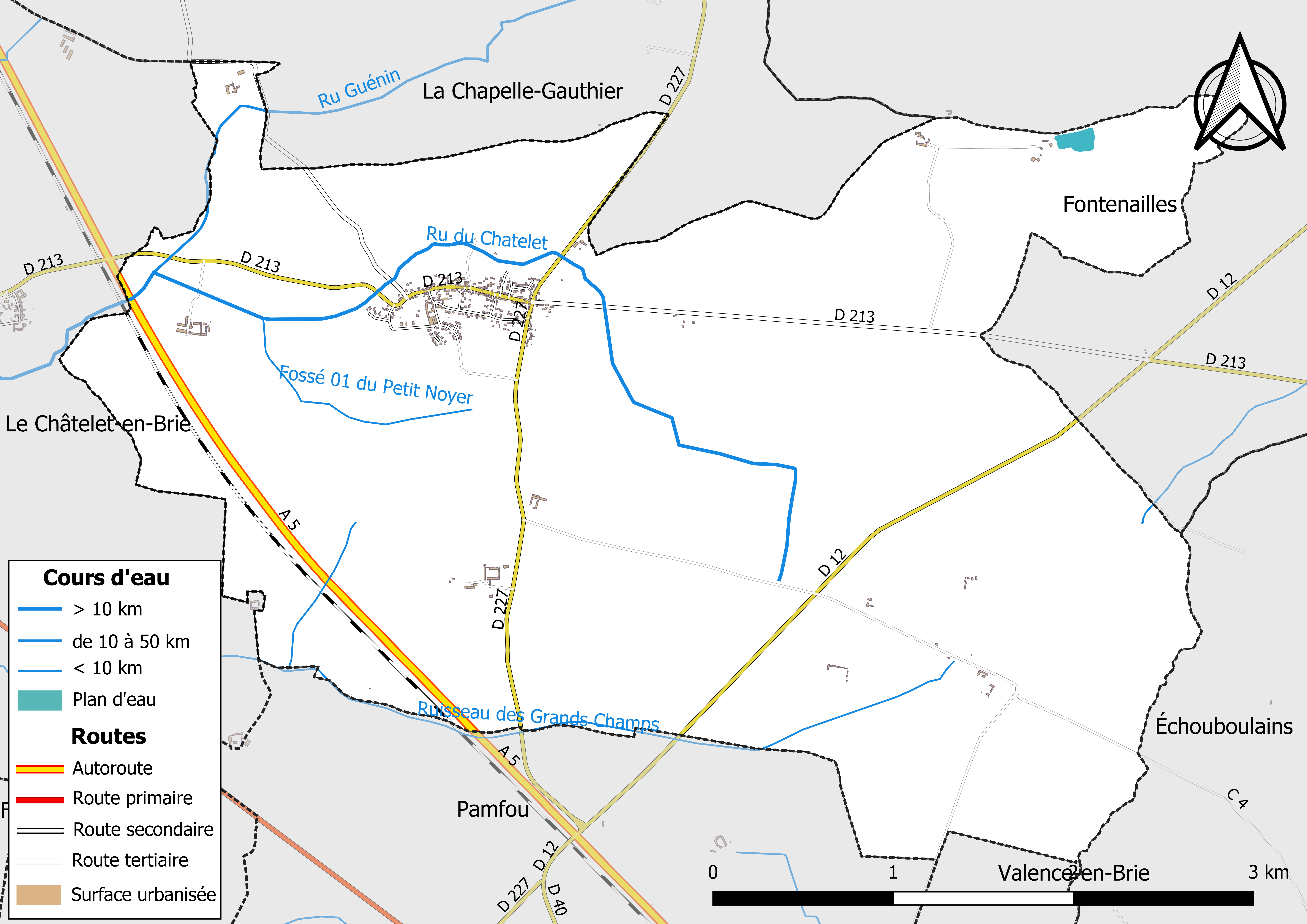
Carte des réseaux hydrographique et routier des Les Écrennes.

Le réseau hydrographique de la commune se compose de six cours d'eau référencés :
- le ru du Châtelet, long de 12,86 km[4], affluent de la Seine ;
  - le ruisseau des Grands Champs, 9,20 km[5], affluent du Châtelet ;
    - le fossé 01 de la Ferme la Gatellerie, 0,95 km[6], qui conflue avec le ruisseau des Grands Champs ;

  - le ru Guénin[Note 2], 5,39 km[7], et ;
  - le fossé 01 du Petit Noyer, 1,52 km[8], qui confluent avec le Châtelet ;
- le fossé 01 de la Forêt Domaniale de Villefermoy, 2,95 km[9], qui conflue avec le ru de Villefermoy.

La longueur totale des cours d'eau sur la commune est de 11,12 km.

### Climat
Pour des articles plus généraux, voir Climat de l'Île-de-France et Climat de Seine-et-Marne.
En 2010, le climat de la commune est de type climat océanique dégradé des plaines du Centre et du Nord, selon une étude du CNRS s'appuyant sur une série de données couvrant la période 1971-2000. En 2020, Météo-France publie une typologie des climats de la France métropolitaine dans laquelle la commune est exposée à un climat océanique altéré et est dans la région climatique Nord-est du bassin Parisien, caractérisée par un ensoleillement médiocre, une pluviométrie moyenne régulièrement répartie au cours de l’année et un hiver froid (3 °C).
Pour la période 1971-2000, la température annuelle moyenne est de 11 °C, avec une amplitude thermique annuelle de 15,5 °C. Le cumul annuel moyen de précipitations est de 734 mm, avec 11,8 jours de précipitations en janvier et 7,7 jours en juillet. Pour la période 1991-2020, la température moyenne annuelle observée sur la station météorologique la plus proche, située sur la commune de Grandpuits-Bailly-Carrois à 12 km à vol d'oiseau, est de 11,3 °C et le cumul annuel moyen de précipitations est de 704,0 mm,. Pour l'avenir, les paramètres climatiques de la commune estimés pour 2050 selon différents scénarios d'émission de gaz à effet de serre sont consultables sur un site dédié publié par Météo-France en novembre 2022.

### Milieux naturels et biodiversité

#### Réseau Natura 2000

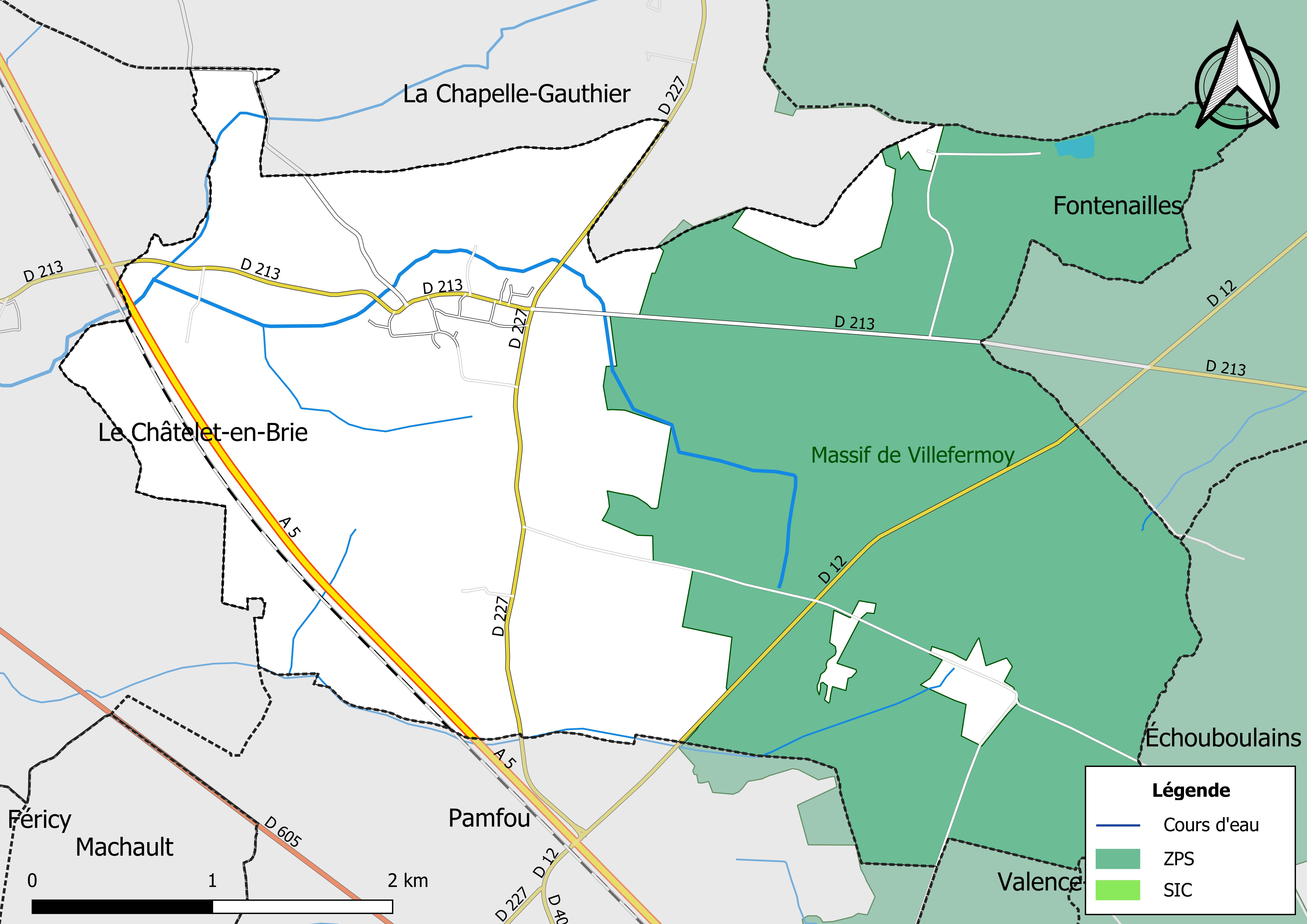
Sites Natura 2000 sur le territoire communal.

Le réseau Natura 2000 est un réseau écologique européen de sites naturels d’intérêt écologique élaboré à partir des Directives « Habitats » et « Oiseaux ». Ce réseau est constitué de Zones spéciales de conservation (ZSC) et de Zones de protection spéciale (ZPS). Dans les zones de ce réseau, les États Membres s'engagent à maintenir dans un état de conservation favorable les types d'habitats et d'espèces concernés, par le biais de mesures réglementaires, administratives ou contractuelles.
Un  site Natura 2000 a été défini sur la commune au titre de la « directive Oiseaux », : le « Massif de Villefermoy », d'une superficie de 4 790 ha, un site où entre 1976 et 1997, un minimum de 122 espèces d’oiseaux ont été répertoriées sur l’ensemble du massif forestier de Villefermoy, dont 93 qui ont niché au moins une fois durant la période 1990-1997, ce qui représente environ 60 % du peuplement avien régional,.

#### Zones naturelles d'intérêt écologique, faunistique et floristique

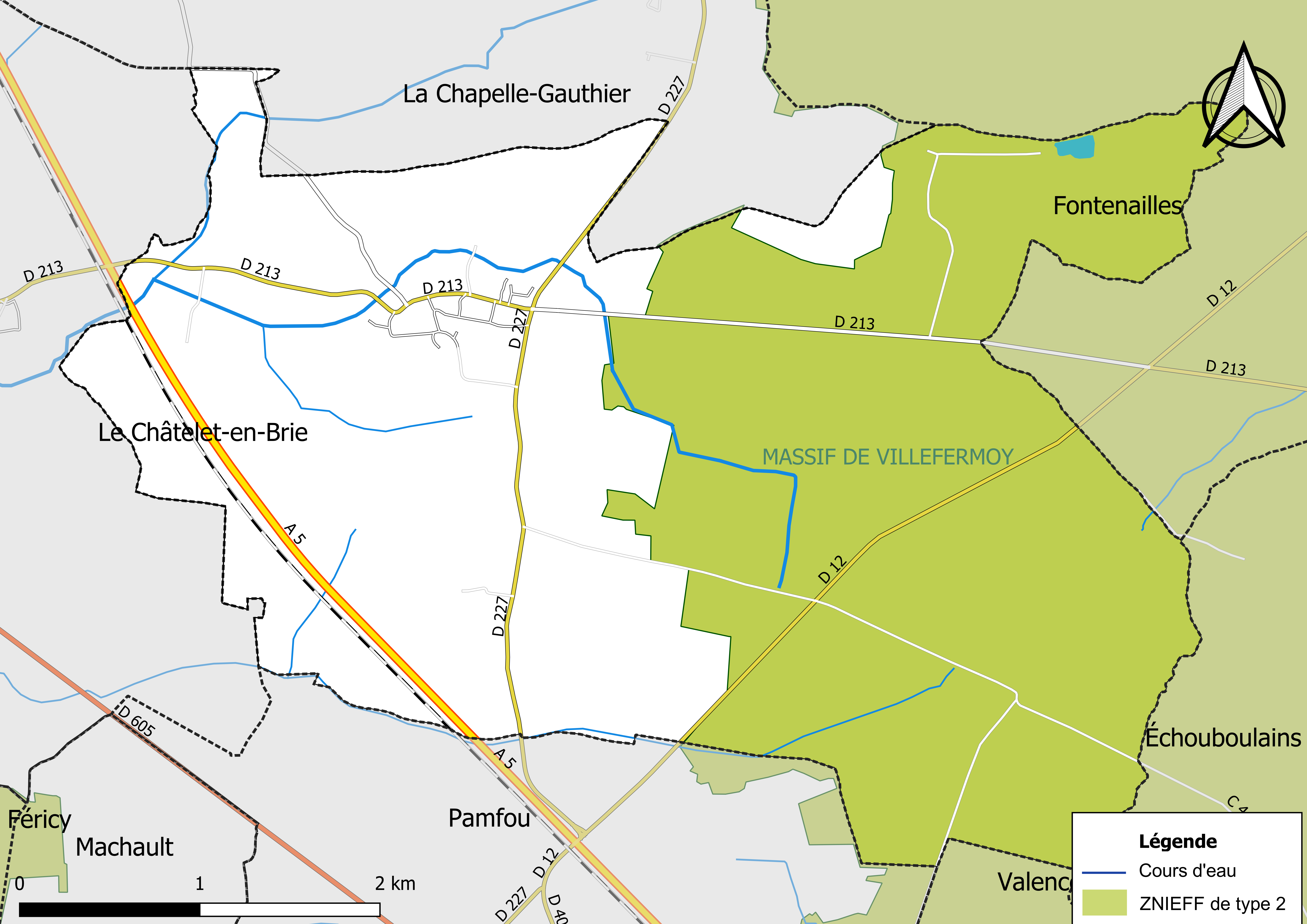
Carte des ZNIEFF de type 2 localisées sur la commune.

L’inventaire des zones naturelles d'intérêt écologique, faunistique et floristique (ZNIEFF) a pour objectif de réaliser une couverture des zones les plus intéressantes sur le plan écologique, essentiellement dans la perspective d’améliorer la connaissance du patrimoine naturel national et de fournir aux différents décideurs un outil d’aide à la prise en compte de l’environnement dans l’aménagement du territoire.
Le territoire communal des Écrennes comprend un ZNIEFF de type 2,,, 
le « Massif de Villefermoy » (7 033,23 ha), couvrant 12 communes du département.

## Urbanisme

### Typologie
Au 1er janvier 2024, Les Écrennes est catégorisée commune rurale à habitat dispersé, selon la nouvelle grille communale de densité à sept niveaux définie par l'Insee en 2022.
Elle est située hors unité urbaine. Par ailleurs la commune fait partie de l'aire d'attraction de Paris, dont elle est une commune de la couronne,. Cette aire regroupe 1 929 communes,.

### Lieux-dits et écarts
La commune compte 85 lieux-dits administratifs répertoriés consultables ici (source : le fichier Fantoir) dont la Grande Commune.

### Occupation des sols
L'occupation des sols de la commune, telle qu'elle ressort de la base de données européenne d’occupation biophysique des sols Corine Land Cover (CLC), est marquée par l'importance des forêts et milieux semi-naturels (62,9 % en 2018), une proportion sensiblement équivalente à celle de 1990 (63 %). La répartition détaillée en 2018 est la suivante : 
forêts (52,7% ), terres arables (34,8% ), milieux à végétation arbustive et/ou herbacée (10,2% ), zones urbanisées (2,3 %).
Parallèlement, L'Institut Paris Région, agence d'urbanisme de la région Île-de-France, a mis en place un inventaire numérique de l'occupation du sol de l'Île-de-France, dénommé le MOS (Mode d'occupation du sol), actualisé régulièrement depuis sa première édition en 1982. Réalisé à partir de photos aériennes, le Mos distingue les espaces naturels, agricoles et forestiers mais aussi les espaces urbains (habitat, infrastructures, équipements, activités économiques, etc.) selon une classification pouvant aller jusqu'à 81 postes, différente de celle de Corine Land Cover,,. L'Institut met également à disposition des outils permettant de visualiser par photo aérienne l'évolution de l'occupation des sols de la commune entre 1949 et 2018.

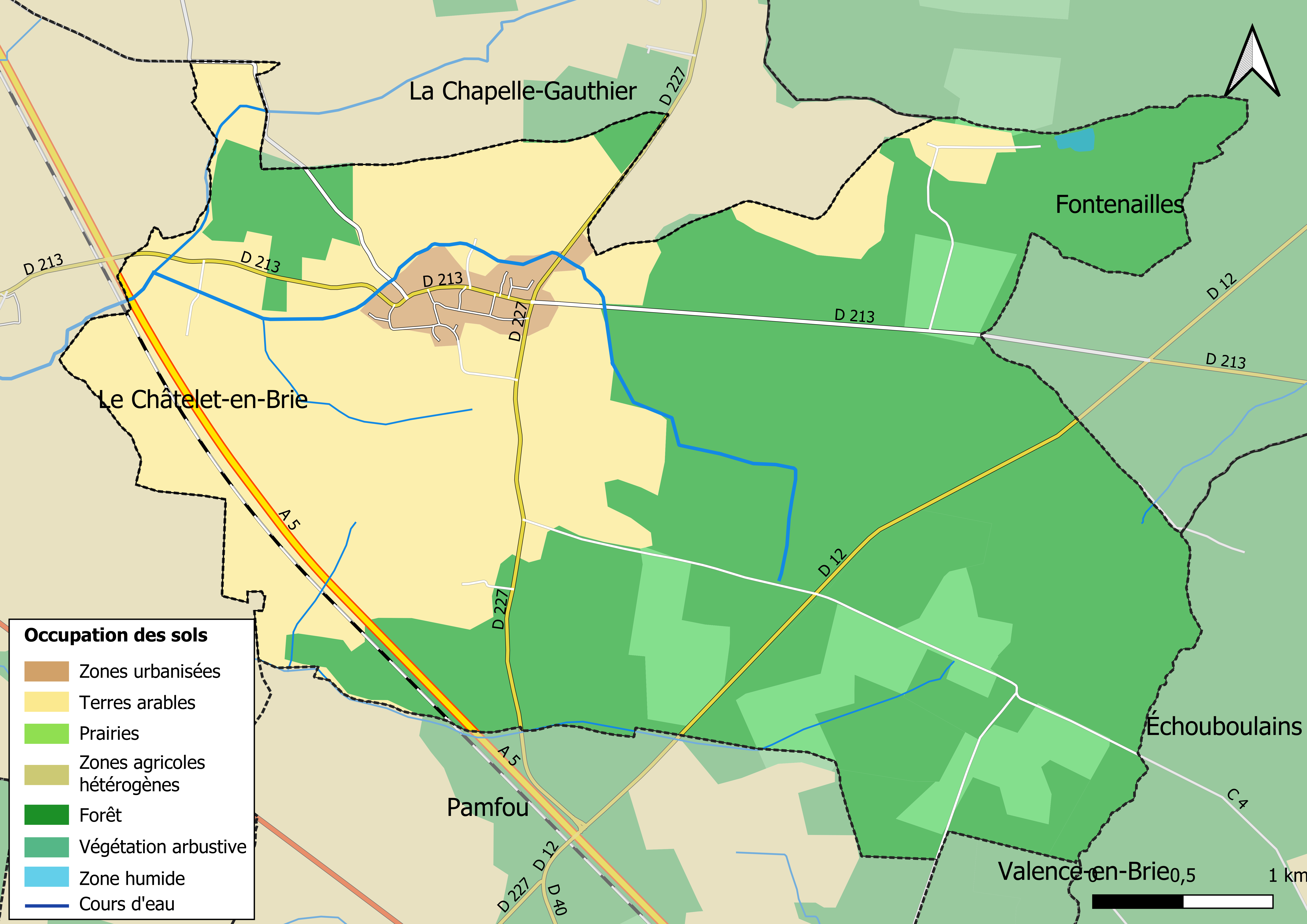
Carte des infrastructures et de l'occupation des sols en 2018 (CLC) de la commune.
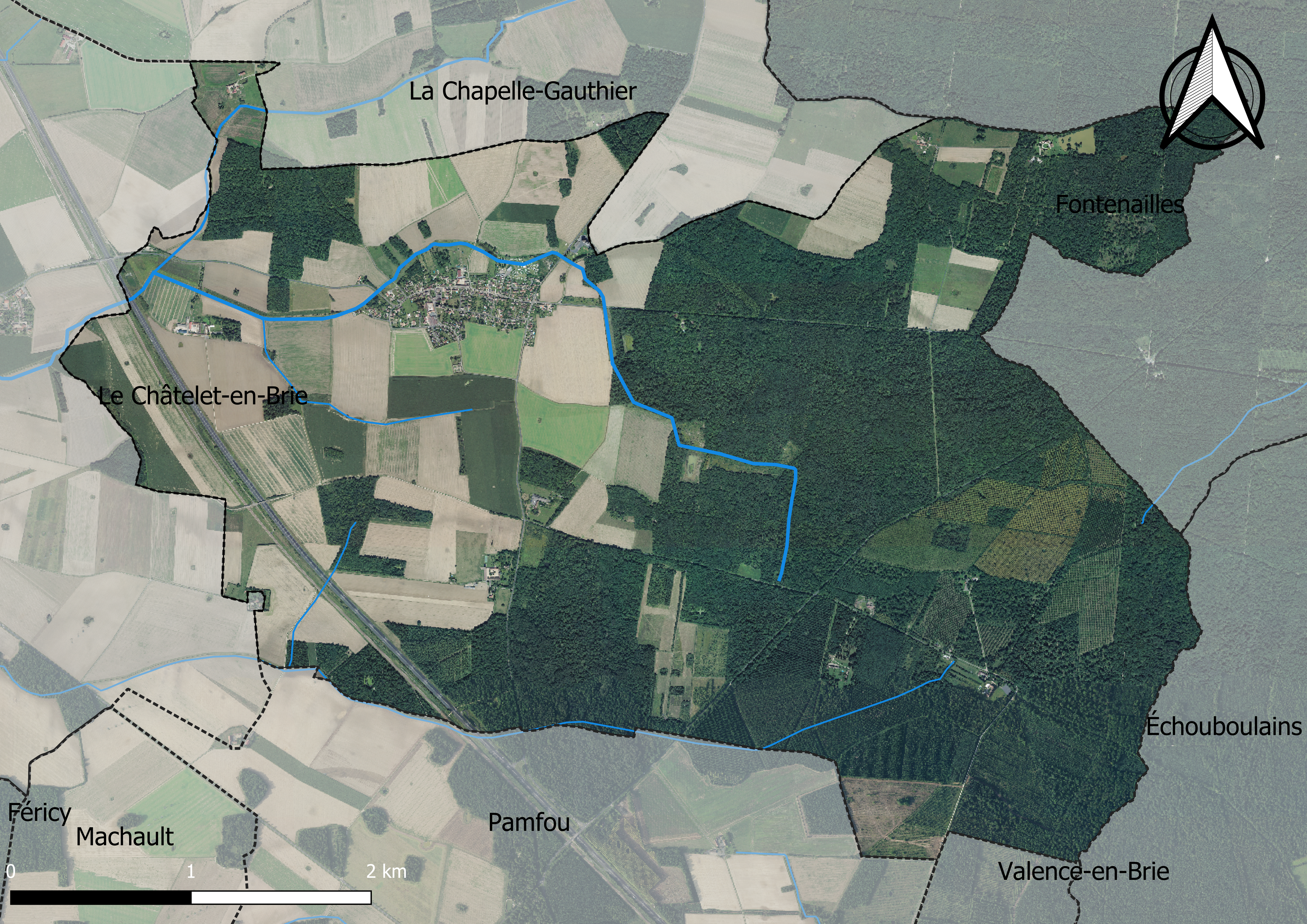
Carte orhophotogrammétrique de la commune.

### Planification
La commune disposait en 2019 d'un plan local d'urbanisme approuvé. Le zonage réglementaire et le règlement associé peuvent être consultés sur le Géoportail de l'urbanisme.

### Logement
En 2016, le nombre total de logements dans la commune était de 257 dont 95,7 % de maisons et 3,5 % d’appartements.
Parmi ces logements, 90,1 % étaient des résidences principales, 1,4 % des résidences secondaires et 8,5 % des logements vacants.
La part des ménages fiscaux propriétaires de leur résidence principale s’élevait à 86,3 % contre 11,2 % de locataires et 2,6 % logés gratuitement,.

### Voies de communication et transports

#### Transports
La commune est desservie par les lignes du réseau de bus Fontainebleau - Moret :
- No 41 (Melun – Montereau-Fault-Yonne) ;
- No 42 (Le Chatelet-en-Brie – Champagne-sur-Seine ).

## Toponymie
Le nom de la localité est mentionné sous les formes Les Escreines en 1209 ; Ecclesia de Grenis en 1232 ; Parrochia de Escrannis en 124 ; Les Escrannes en 1384 ; Escraenes en Brie en 1385 ; Les Escranes en 1498 ; Le moulin des Ecrennes en 1618,.
Pluriel de l'oïl escraine, écrienne « hutte, chaumière, lieu de la veillée », écrennes ou escrennes désignaient en vieux français des masures ou même caves servant en général d'atelier, cabanes à fond excavé utilisées depuis l'époque mérovingienne et au cours du haut Moyen Âge pour le filage et le tissage de la laine.
Homonymie avec Écrosnes (Eure-et-Loir) et Écriennes (Marne).

## Politique et administration

### Liste des maires
| Période                                  | Période        | Identité              | Étiquette | Qualité |
| ---------------------------------------- | -------------- | --------------------- | --------- | ------- |
| Les données manquantes sont à compléter. |                |                       |           |         |
| juin 1995                                | 2003           | Daniel Giraut         |           |         |
| 2003                                     | septembre 2008 | Jean-Claude Mareschal |           |         |
| 3 octobre 2008                           | 2020           | Claude Géhin          |           |         |
| 2020                                     | En cours       | Gilles Nestel         |           |         |

## Équipements et services

### Eau et assainissement
L’organisation de la distribution de l’eau potable, de la collecte et du traitement des eaux usées et pluviales relève des communes. La loi NOTRe de 2015 a accru le rôle des EPCI à fiscalité propre en leur transférant cette compétence. Ce transfert devait en principe être effectif au 1er janvier 2020, mais la loi Ferrand-Fesneau du 3 août 2018 a introduit la possibilité d’un report de ce transfert au 1er janvier 2026,.

#### Assainissement des eaux usées
En 2020, la gestion du service d'assainissement collectif de la commune des Écrennes est assurée par la communauté de communes Brie des Rivières et Châteaux (CCBRC) pour la collecte, le transport et la dépollution. Ce service est géré en délégation par une entreprise privée, dont le contrat arrive à échéance le 31 juillet 2022,,.
L’assainissement non collectif (ANC) désigne les installations individuelles de traitement des eaux domestiques qui ne sont pas desservies par un réseau public de collecte des eaux usées et qui doivent en conséquence traiter elles-mêmes leurs eaux usées avant de les rejeter dans le milieu naturel. La communauté de communes Brie des Rivières et Châteaux (CCBRC) assure pour le compte de la commune le service public d'assainissement non collectif (SPANC), qui a pour mission de vérifier la bonne exécution des travaux de réalisation et de réhabilitation, ainsi que le bon fonctionnement et l’entretien des installations. Cette prestation est déléguée à l'entreprise Veolia, dont le contrat arrive à échéance le 31 juillet 2022,.

#### Eau potable
En 2020, l'alimentation en eau potable est assurée par la communauté de communes Brie des Rivières et Châteaux (CCBRC) qui en a délégué la gestion à l'entreprise Veolia, dont le contrat expire le 31 décembre 2030,.

## Population et société

### Démographie
L'évolution du nombre d'habitants est connue à travers les recensements de la population effectués dans la commune depuis 1793. Pour les communes de moins de 10 000 habitants, une enquête de recensement portant sur toute la population est réalisée tous les cinq ans, les populations de référence des années intermédiaires étant quant à elles estimées par interpolation ou extrapolation. Pour la commune, le premier recensement exhaustif entrant dans le cadre du nouveau dispositif a été réalisé en 2007.

En 2022, la commune comptait 619 habitants, en évolution de +3,17 % par rapport à 2016 (Seine-et-Marne : +3,92 %, France hors Mayotte : +2,11 %).
| 1793 | 1800 | 1806 | 1821 | 1831 | 1836 | 1841 | 1846 | 1851 |
| ---- | ---- | ---- | ---- | ---- | ---- | ---- | ---- | ---- |
| 368  | 280  | 290  | 281  | 295  | 379  | 377  | 364  | 350  |

| 1856 | 1861 | 1866 | 1872 | 1876 | 1881 | 1886 | 1891 | 1896 |
| ---- | ---- | ---- | ---- | ---- | ---- | ---- | ---- | ---- |
| 349  | 328  | 327  | 294  | 292  | 279  | 300  | 293  | 319  |

| 1901 | 1906 | 1911 | 1921 | 1926 | 1931 | 1936 | 1946 | 1954 |
| ---- | ---- | ---- | ---- | ---- | ---- | ---- | ---- | ---- |
| 302  | 290  | 244  | 251  | 287  | 276  | 218  | 215  | 225  |

| 1962 | 1968 | 1975 | 1982 | 1990 | 1999 | 2006 | 2007 | 2012 |
| ---- | ---- | ---- | ---- | ---- | ---- | ---- | ---- | ---- |
| 224  | 222  | 237  | 381  | 557  | 638  | 621  | 618  | 605  |

| 2017 | 2022 | - | - | - | - | - | - | - |
| ---- | ---- | - | - | - | - | - | - | - |
| 604  | 619  | - | - | - | - | - | - | - |

### Événements
Dernier week-end de septembre chaque année : 
- Samedi soir : feu d'artifice ;
- Dimanche : vide grenier.

## Économie

### Revenus de la population et fiscalité
En 2018, le nombre de ménages fiscaux de la commune était de 228, représentant 592 personnes et la  médiane du revenu disponible par unité de consommation  de 26 320 euros.

### Emploi
En 2018, le nombre total d’emplois dans la zone était de 82, occupant 301 actifs  résidants (dont 16,4 % dans la commune de résidence et 83,6 % dans une commune autre que la commune de résidence).
Le taux d'activité de la population (actifs ayant un emploi) âgée de 15 à 64 ans s'élevait à 74,7 % contre un taux de chômage de 8,5 %.
Les 16,8 % d’inactifs se répartissent de la façon suivante : 4,2 % d’étudiants et stagiaires non rémunérés, 7,4 % de retraités ou préretraités et 5,3 % pour les autres inactifs.

### Secteurs d'activité

#### Entreprises et commerces
Au 31 décembre 2019, le nombre d’unités légales et d’établissements (activités marchandes hors agriculture) par secteur d'activité était de 24 dont 
2 dans l’industrie manufacturière, industries extractives et autres, 5 dans la construction, 8 dans le commerce de gros et de détail, transports, hébergement et restauration, 1 dans les activités financières et d'assurance, 2 dans les activités immobilières, 4 dans les activités spécialisées, scientifiques et techniques et activités de services administratifs et de soutien, 1 dans l’administration publique, enseignement, santé humaine et action sociale et 1 était relatif aux autres activités de services.
En 2020, 4 entreprises individuelles ont été créées sur le territoire de la commune.
Au 1er janvier 2021, la commune disposait de 30 chambres d’hôtels dans un établissement et ne possédait aucun terrain de  camping.

#### Agriculture
Les Écrennes est dans la petite région agricole dénommée la « Brie humide » (ou Brie de Melun), une partie de la Brie à l'est de Melun. En 2010, l'orientation technico-économique de l'agriculture sur la commune est la culture de céréales et d'oléoprotéagineux (COP).
Si la productivité agricole de la Seine-et-Marne se situe dans le peloton de tête des départements français, le département enregistre un double phénomène de disparition des terres cultivables (près de 2 000 ha par an dans les années 1980, moins dans les années 2000) et de réduction d'environ 30 % du nombre d'agriculteurs dans les années 2010. Cette tendance se retrouve au niveau de la commune où le nombre d’exploitations est passé de 11 en 1988 à 7 en 2010. Parallèlement, la taille de ces exploitations augmente, passant de 65 ha en 1988 à 79 ha en 2010.
Le tableau ci-dessous présente les principales caractéristiques des exploitations agricoles des Écrennes, observées sur une période de 22 ans : 
|                                      | 1988 | 2000 | 2010 |
| ------------------------------------ | ---- | ---- | ---- |
| Dimension économique,                |      |      |      |
| Nombre d’exploitations (u)           | 11   | 10   | 7    |
| Travail (UTA)                        | 17   | 8    | 7    |
| Surface agricole utilisée (ha)       | 713  | 793  | 556  |
| Cultures                             |      |      |      |
| Terres labourables (ha)              | 657  | 750  | 542  |
| Céréales (ha)                        | 425  | 491  | 373  |
| dont blé tendre (ha)                 | 268  | 322  | s    |
| dont maïs-grain et maïs-semence (ha) | 73   | 58   | 49   |
| Tournesol (ha)                       | 84   |      |      |
| Colza et navette (ha)                | 135  | 158  | s    |
| Élevage                              |      |      |      |
| Cheptel (UGBTA)                      | 213  | 132  | 81   |

## Culture locale et patrimoine

### Monuments et lieux remarquables
La commune compte un monument répertorié à l'inventaire des monuments historiques (Base Mérimée) :
- Église Saint-Laurent du XIIe – XIIIe siècle  Inscrit MH[64].
- Château de la Loge des Près (à l'abandon)

### Autres lieux et monuments
- Ferme de la Grande Commune

### Personnalités liées à la commune
- [néant]